# トリアス
株式会社トリアスは、かつて存在した日本の芸能事務所。主に声優のマネージメントを行っていた。以前の社名は株式会社T&F PROJECT（ティーアンドエフプロジェクト）。2009年（平成21年）6月1日に最終的な社名に変更された。
2015年6月1日付で、トリトリオフィスと合併し、パワー・ライズが設立された。

## かつて所属していた声優

### 男性
| あ行 - 岩田安宣（現所属：パワー・ライズ） - 岩橋直哉 か行 - 清里孝也（現所属：パワー・ライズ） - 幸本たつと - 小林直人 | た行 - 田中慎二 - 豊岡聡仁（現所属：futurum LLC.） な行 - 中山真吾（フリー） - 西村健志（現所属：パワー・ライズ） - 野口晃（現所属：パワー・ライズ） は行 - 平野隼人（現所属：ポンテ） - 藤井剛（現所属：パワー・ライズ） | ま行 - 宮負潤（現所属：パワー・ライズ） - 宮崎一成（現所属：TABプロダクション） や行 - 矢薙直樹（現所属：フリーマーチ） - 山脇〆紀 |

### 女性
| あ行 - 青野早恵（現所属：パワー・ライズ） - 天乙准花 - 織田紗綾 - 乙守暦 か行 - 神野ひとみ（現所属：パワー・ライズ） - 桐島靖子 - 桐山智花（現所属：コントロールプロダクション） - 小嶋めい | さ行 - 祭田絵理（現所属：アプトプロ） - 佐倉ゆき（現所属：futurum LLC.） - 櫻井ありす（フリー） な行 - 中川奈美（フリー） - 中村麻未（フリー） - 成瀬未亜（フリー） | は行 - 晴海としか（現所属：パワー・ライズ） ま行 - 前田美優 - 松崎優香（現所属：カレイドスコープ、現芸名：岬優花） - 松平美波穂（現所属：futurum LLC.） や行 - 山口瑞（フリー） - 山名枝里子（現所属：フォレストリンク） - 雪絵玲那 わ行 - 若林直美（現所属：フォレストリンク） |